# Diccionario villenero
El Diccionario villenero es una obra de José María Soler García publicada por primera vez en 1993 y reeditada en 2005 y 2016. La obra contiene 6215 lemas del léxico propio del habla de Villena, clasificada dentro del dialecto murciano, así como 2742 apodos y 2022 topónimos.

## Estructura
La obra contiene cuatro apartados principales:
- Diccionario: constituye la mayor parte de la obra y consiste en la recopilación alfabética de los lemas junto con su explicación, etimología y equivalencia en castellano normativo. Las entradas incluyen frases que ejemplifican el uso aparecidas en la literatura villenense y que se remontan al siglo XIX.[3][2]
- Lista de apodos: listado de apodos tradicionales entre los habitantes de Villena.
- Lista de topónimos: listado de toponimia menor del término de Villena documentada desde el siglo XV: aguas, partidas rurales, montes, molinos, elementos de la ciudad, elementos religiosos, fincas rurales y callejero.
- Nombre de los números: listado del nombre que se daba a los números en los sorteos de la ONCE.